# Jean Roche
Jean Roche (Sorgues, 14 de enero de 1901-París, 24 de mayo de 1992) fue un bioquímico francés.

## Biografía

### Formación universitaria y carrera docente
Realizó los estudios de Medicina y Farmacia (licenciatura y doctorado en Medicina, 1925) en la Universidad de Montpellier, donde realizó diversas investigaciones relacionadas con la bioquímica. Continuó su periplo docente por varias universidades francesas: Estrasburgo (1925); Profesor Asociado de la Facultad de Medicina de la Universidad de Lyon (1930-1931). En Lyon realizó el doctorado en Ciencias Naturales (1936); En 1937 se diplomó como farmacéutico. Profesor titular de la Cátedra de Química biológica en la Facultad de Medicina y Farmacia de Marsella (1936-1947); Profesor del Collège de France, en París (1947-1972), director del laboratorio marítimo del Collège de France en Concarneau, presidente del Instituto de Estudios Superiores de Túnez - Universidad de París (1948-1961), presidente de las secciones de Química del Centro Nacional de Investigación Científica (1950-1958); y finalmente fue nombrado rector de la Sorbona (1961-1969).

### Investigación
Roche investigó principalmente sobre la bioquímica comparativa de las enzimas y su investigación más importante fue sobre la bioquímica de la hormona tiroidea, especialmente en relación con el metabolismo del yodo.

## Premios y distinciones
Fue miembro de varias sociedades científicas y de academias de diferentes países. Entre otras: corresponsal de la Sociedad de Biología (1936); corresponsal nacional de la Academia de Medicina (1942); miembro corresponsal de la División de Ciencias Biológicas (30 de junio de 1942); miembro asociada de la Academia de Farmacia (1947); presidente de la sociedad Química Biológica (1948); Vicepresidente de la Sociedad de Endocrinología (1948); miembro del Consejo de la Sociedad Química de Francia (1949); secretario general de la Sociedad de Biología (1953); miembro de honor de la Sociedad Italiana de Biología Experimental (1954); miembro de la Academia de Ciencias (23 de noviembre de 1954); miembro extranjero de la Real Academia de las Ciencias de Suecia (1969).
Fue doctor honoris causa por las dieciséis universidades. Entre otras, Fránckfort, Lieja, Columbia, Nápoles, Oxford, Londres, Bucarest, Montreal, Southampton y Navarra (1967).
Recibió numerosos premios internacionales, como los premios: Georges Koln (Instituto Oceanográfico de París, 1934); Philippeaux (Academia de Ciencias, 1937); Buignet (Academioa de Medicina, 1937); Monthyon de Medicina y Cirugía (Academia de Ciencias, 1940); Paul Marguerite de Charlone (Academia de Ciencias, 1943); medalla Berthelot (Academia de Ciencias, 1943); Perron (Academia de Medicina, 1945).